# チーズスイートホーム
『チーズスイートホーム』は、こなみかなたによる日本の漫画、およびそれを原作としたテレビアニメ。

## 概要
『モーニング』（講談社）において、2004年から2015年まで連載された。単行本は2013年4月時点で10巻まで刊行。テレビアニメが2008年に第1期、2009年に第2期、2016年に3DCGアニメによる第3期、2018年に同様の第4期が放送された。
単行本は2017年8月時点で世界23か国・地域で発売され、全世界での発行部数は350万部に達する（講談社発表）。
各話タイトルは「猫、***。」（***には動詞が入る）のスタイルを取り、アニメでも「猫」を「チー」に変えて踏襲されている。単行本はオールカラーであり、白黒で雑誌掲載された原稿は単行本に収録される際にカラー化される。
アンソロジー『猫本（ねこもと）』（講談社）に番外編「子猫（チー）のお仕事」「大人猫（クロいの）のお仕事」、『猫本2』（同）に「チーの生まれた家」が収録されている。
また講談社発行の『たのしい幼稚園』の女の子向けの増刊『たの幼ひめぐみ』にも、キャラクターが掲載されている。
2014年7月、AppleのMacBook AirのTVCMに登場。製品紹介ページ内にもキャラクターが掲載されている。
2015年1月29日より、韓国語版comicoから単行本から1話ずつ毎日配信している。
現在、Amazonプライムビデオにて全話が配信されている。
2015年6月18日発売のモーニング29号をもって連載は終了となり、最終回を記念してWEBサイト限定のシークレット漫画も公開された。

## あらすじ
子猫のチーは、愛情深い母猫と2匹のきょうだいと共に、ある家の飼い猫として暮らしていた。しかし、好奇心の強いチーは散歩中によそ見をして、母猫たちとはぐれてしまう。山田家の長男で幼稚園児のヨウヘイは、公園で行き倒れていたチーを発見して自宅に連れ帰る。山田家とチーの微笑ましい日々が始まるが、ペット禁止のマンションに住む山田家はチーの存在を必死で隠していた。ある事件をきっかけにチーは遠方に引き取られることになるが、日頃は穏和なヨウヘイがこれに猛然と反対、チーを抱えて家を飛び出す。息子の説得を試みる両親はこの時、偶然にもペット可マンションの広告を見つけて転居を決意。チーのために選んだ新居で、家族の新しい生活が始まる。

## 登場キャラクター
アニメ版の担当声優は第1期・第2期 / 第3期・第4期と表記。1人しか記載がないキャラクターは特記がない限り第1期・第2期のキャストとする。

### 山田家
引越しする前のマンションでは102号室の住人。引越しした後のマンションでは、101号室の住人となる。
チー / セーラ
声 - こおろぎさとみ（全期共通）
本作の主人公。公式にはキジトラとなってはいるものの、作品内で描かれる体毛色は茶褐色のキジ色ではなく灰色がかった色のため、サバトラの部類に入る。家族とはぐれたところをヨウヘイとお母さんに拾われ、動物病院の診断で生後2-3カ月の女の子と判明。
ヨウヘイがおしっこのことを「チー」と言っていたのを、自分を呼んでいると勘違いしたことから、「チー」と名付けられた。
ミルクやホットケーキ（アニメではカニカマが加わる）が好物。動物病院と犬、自動車が大嫌い。ヨウヘイのおやつであるホットケーキを奪ったり、おもちゃを取り合ったりと、気が強くいたずらっこであるが、ひとり（1匹）で留守番をしながら家族の帰宅を待ち涙するなど人恋しい。構われすぎると怒って嫌がるが、放って置かれると構って欲しくなりアピールする。
実母と生き別れになってしまい、山田家に拾われる前の名前は「セーラ」。
アニメでは、人間の視点になるとチーの台詞がすべて「みゃーみゃー」になるという演出がなされ、「チー語」（例：「食べ物」→「えもの」、「〜だ」→「〜ら」、「嫌な所」→「やなとこ」）をしゃべる。字幕の色は黄色。
ヨウヘイ / 山田 ヨウヘイ（やまだ ヨウヘイ）
声 - 小桜エツ子 / 白石涼子
山田家の長男。幼稚園児。アニメ3期では小学2年生。
素直な性格であまり周りの手を煩わせることも無いが、トイレに間に合わずおしっこを漏らしてしまうといった子供ゆえの失敗も時々見受けられる。マンションの管理人の前でチーがうっかり鳴いてしまった際に、とっさに自分で鳴き真似をしてごまかすなど、機転の利く一面も見せる。字幕の色は青色。
偶然ペットOKのマンションを見つける。
おとうさん / 山田 ケント（やまだ ケント）
声 - 木内秀信 / 保村真
グラフィックデザイナー。動物病院に連れて行くなどのことが原因で一時的にチーに嫌われるも、穿いていたビンテージジーンズの爪のとぎ心地が良かった、食べ物を与えたなど、再びチーになつかれるようになる。家族の中では最もチーに甘く、チー絡みのことで最も災難に遭いやすい。チーが寝ている際におとうさんが撫でるとチーはママの夢をよく見ることがある。
おかあさん / 山田 ミワ（やまだ ミワ）
声 - 日髙のり子 / 坂本真綾
ヨウヘイの母で、おとうさんの大学時代の先輩でもある。茶色い髪をしている。字幕の色は緑色。

### 引越しする前のマンション・近隣
ヒグマ猫
声 - 梁田清之 / 小山力也
201号室で飼われマンションを荒らし回っていた。大きな雄の黒猫でチーの初めての猫友達。チーに犬からの身の守り方や木登りなどを教えた。
なお、「ヒグマ猫」は山田家での通称である。実際は首下部分に白い三日月模様があるのでツキノワグマに似ている。作者も名前をつけておらず、「黒猫」、「クロいの」と呼んでいる。作中ではチーが、「クロいの」と呼ぶようになる。
管理人に見つかり引っ越すことになった。引越し後に住む場所がアニメと原作では大幅に違い、原作は近所のマンション、アニメは比較的遠い場所である。原作・アニメとも、後にチーと再会した。
三毛猫おばさん
声 - 山口眞弓 / 神代知衣
迷子になったチーを助けてくれた親切な三毛猫。チーのママを知っている。
ママ
声 - 宮川美保 / 日高のり子
チー / セーラの実の母親であるアメリカンショートヘア。チーを含めた3匹の子供と散歩中、チーと生き別れになってしまう。チーは山田家を仲間と思うようになっていく過程で、彼女に関する記憶を失っていった。チーと時々すれ違っているが、双方共に気付いていない。ペットOKのマンションの近所に住んでいる。

### 引越し先のマンション
デイビッド
声 - 山口眞弓
102号室・草野家の飼い犬。ビーグル。飼い主に忠実で、そのためにチーに恐れられないどころか友達になれた唯一の犬である。ボール遊びが大好きで、アニメでは言葉が通じないものの、チーやアリスと一緒に遊ぶ姿も描かれた。
草野 勇樹（くさの ゆうき）
声 - 山口眞弓
デイビッドの飼い主の少年。デイビッドの散歩はいつも彼が担当している。球技が得意。
ミー
声 - 小桜エツ子
103号室・古川家の飼いウサギ。無口。何故かチーの前では常に耳の手入れをしている。
古川 和也（ふるかわ かずや）
声 - 杉野博臣
ミーの飼い主。いつも「ガハハ」と豪快に笑うおじさん。奥さんと世界中を旅行したりするのが趣味で、外国で買ったいろんな珍品を持っている。
アリス
声 - 嶋村侑
104号室・伊集院家の飼い猫。スコティッシュフォールド・ロングヘアー。普段は上品に振舞っているが、時々猫の本能を隠しきれなくなることがある。
伊集院 沙織（いしゅういん さおり）
声 - 中村知子
アリスの飼い主。「花畑夢」のペンネームで絵本作家をしている。おっとりとした性格の天然娘。
竹丸（たけまる）
声 - やまきしま
105号室・明石家の飼いインコ。チーには獲物に見える。強気な性格の持ち主で、自分を狙うチーを目の前にしても物怖じしない。
アニメでは名前が「ラッキー」に変更されている。
明石 康子（あかいし こうこ）
声 - 喜代原まり
竹丸の飼い主。おおらかで落ち着いた感じの主婦。

### その他のキャラクター
ジュリ
声 - 里郁美 / 伊瀬茉莉也
北海道に住むヨウヘイの親戚。牧場育ち。かなりのお転婆で度胸があるパワフルな女の子。
コッチ
声 - 桑島法子 / くまいもとこ
チーが公園で出会った白と黒のぶちの子猫。体の大きさはチーと同じぐらい。悪ガキな雰囲気でチーに突っかかって来るが、結局はいっしょに遊んでしまう。捨て猫であり「おうち」というものを知らず、毎日その日暮らしをしている。餌を恵んでくれる人から「こっちだよ」と言われることから、チー同様、それを自分の名と思い込んでいる。弟のシロシロ（声 - 伊瀬茉莉也）がいる。
ディプロ
声-速水けんたろう（第3期〜？）
3期から登場。アビシニアン。クールな性格の旅猫。砂浜に打ちひしがれていたコッチをトンビがさらおうするところを助けた。2人の夫婦と幸せに暮らしていたが、いつしか家にある物が減っていっていることに気付く。そして、ある日突然車の窓から飛び出して行ってしまう。それ以来家の前で2人が戻ってくるのを待っていたが、夫婦を探しに旅に出ることを決意した。赤い革の首輪を付けている。1匹で生きていくための知識を持っている。
アン
声 - 折笠富美子（第3期・第4期）
3期から登場。双子の兄妹。優しくしっかり者。
テリー
声 - 白石涼子（第3期・第4期）
3期から登場。双子の兄妹。優しいがたまに優柔不断になってしまう性格。実はチーと行き別れた兄妹（模様が同じ）である。

### アニメオリジナルキャラクター
店員さんを除き、第2期のみに登場する。
店員さん
声 - 洞内愛
お父さんの行きつけのペットショップの店員。アニメオリジナルキャラクターでは唯一、第1期から登場している。
豊富な商品知識で客をかえって翻弄してしまうこともある。第2期ではプライベートの姿も描かれた。猫を見るとテンションが異常に高くなるほどの大の猫好き。散歩中のチーを捨て猫と思い「ミーニャ」と名づけてかわいがろうと追い回してしまったこともある。猫嫌いな幼い弟がいるため、猫を飼えない。
タマさん
声 - 長沢美樹
チーが商店街で出会ったメス猫。頭に前髪のような黒い模様があり、江戸っ子気質な姐御肌。昔、妹（ハナさん）がいたが遠くにもらわれていった。チーを猫達の集会で紹介する。三毛猫おばさんとは顔なじみ。飼い主はエツ子さん。
フジさん
声 - 緒方賢一
猫達の中では『伝説の猫』と称えられているお爺さん猫。「犬と闘って勝った」「空を飛んだ」などと言われている。
リュウ
声 - 佐々木日菜子
ヨウヘイが通う幼稚園のクラスメイト。ガキ大将スタイルだが、チーを怖がっている。ある事件をきっかけにチーと仲良くなり猫が平気になる。
上記のペットショップ店員の、「猫嫌いな幼い弟」とは彼であることが、第2期の87話で判明した。
マユ
声 - 岡嶋妙
ヨウヘイが通う幼稚園のクラスメイト。猫に対してかなり間違った知識を持っている。
たまにパンツが見える。

## 単行本
各巻のカバー折込みには、切り取るタイプのおまけが付く。
2巻には、こなみかなたの別作品である『ふくふくふにゃ〜ん』とのコラボレーションが収録され、4巻には、伊藤理佐の『おいピータン!!』とのコラボレーション特別漫画が収録されている。
初版限定版もあり、3巻には1巻の表紙のチーの携帯ストラップが、4巻にはチーの顔絵が入ったミニトートバッグ（単行本サイズ）がそれぞれ付属している。また、第5巻には北欧デンマークのトップブランド・エスケセン社製フローティングペンが付属されている。更に、第6巻にはTVアニメ第2期のオープニング曲「チーさな大冒険」のCDとチーの顔型をしたコインパースの2点セット。第7巻では、コッチが初登場する完全新作アニメーションDVDと北欧風デザインピルケースの2点が付属している。
海外でも中国、台湾、香港、韓国、タイ、スペインで単行本が出版されている。2010年内にはアメリカ、フランスでも出版が予定されている。

## テレビアニメ

### 第1期・第2期
2008年3月31日から9月26日まで第1期『チーズスイートホーム』が、2009年3月30日から9月25日まで第2期として『チーズスイートホーム あたらしいおうち』が、テレビ東京系列6局にて放送された。放送時間は月曜 - 金曜の朝6時40分 - 6時45分。
アニメ本編は月 - 木曜日の放映で、いずれの期も全104話。金曜日は全編実写によるミニ番組「チーズスイートニュース」と題して、視聴者から寄せられた猫に関する投稿映像や投稿写真を紹介の他、第2期ではイメージソングによるダンスの投稿映像を紹介しており、話数にはカウントされていない。毎話およそ3分（OPを含む）と、2008年度放送開始の帯アニメでは最短。
2009年3月13日からは、CS放送のキッズステーションでも、地上波放映の月曜 - 木曜放送分のみを放送した。
なお、第2期の終了以降、2014年春季改編で『妖怪ウォッチ』の放送曜日が金曜日に移動するまでの間、テレビ東京系列では金曜日にアニメ番組が全く放送されていなかった。
内容は、第1期がチーが迷子になりヨウヘイに拾われるところからクロいのとの別れまで、第2期はそれ以降からクロいのとの再会までとなる。原作では山田家の引越し後となるエピソードの一部が第1期で使われており、この影響でチーがママやきょうだいを忘れていく描写が前倒しされている。また、第2期ではアニメオリジナルの登場人物やエピソードが大幅に追加され、原作とは異なる展開を見せた。
こなみの担当編集者で、第3期のチーフプロデューサーを務めた北本かおりは第1期・第2期について、アニメ化出来てうれしかったと語る一方、当初は大きな手応えがあったと感じなかったとCGWORLDとのインタビューの中で振り返っている。
その理由として、北本は第1期・第2期は子ども向けアニメとして制作されたものの、原作は青年誌に掲載されていたため、おもちゃメーカーやライセンシーがターゲッティングに迷った結果、商品化が軌道に乗らなかったことを挙げている。
だが、映像化によりアニメの放映権が海外で販売されるようになった結果、フランスの出版社から漫画とアニメの権利をセットで売ってほしいというオファーが来、後のフランスでの大ヒットにつながった。

#### スタッフ
特記のない限り第1期・第2期共通。
- 原作 - こなみかなた（講談社「モーニング」連載）
- 監督 - 増原光幸
- シリーズ構成 - 金春智子
- アニメーションキャラクター原案 - 浅香守生
- アニメーションキャラクターデザイン - 小林明美
- 美術監督 - 勝井和子
- 色彩設計 - 大野春恵
- 撮影チーフ（第2期は撮影監督） - 石塚恵子
- オフライン編集 - 木村佳史子
- 音響監督 - 藤山房伸
- 音楽 - META boys
- プロデューサー - 青木俊志・小森健一・村山崇（第1期）→熊本智孝・鈴木隆浩（第2期）
- アニメーションプロデューサー - 篠原昭、土田大亮
- アニメーション制作 - マッドハウス
- 製作
  - テレビ東京、博報堂DYメディアパートナーズ、マッドハウス（第1期）
  - チーズスイートホーム2009製作委員会（第2期）

#### 主題歌
第1期・第2期どちらもオープニングテーマ。なお本作品にはエンディングテーマはない。
「おうちがいちばん」（第1期）
作詞 - 畑亜貴 / 作曲・編曲 - 伊藤真澄 / 歌 - チー（こおろぎさとみ）
歌詞が全てチー語になっている。
「チーさな大冒険」（第2期）
作詞・作曲・編曲 - 栗田貴司 / 歌 - 松本梨香

#### 各話リスト

##### 第1期
| 話数          | サブタイトル               | 脚本              | 絵コンテ      | 演出         | 作画監督          | 収録DVD              | 放送日         |
| ------------- | -------------------------- | ----------------- | ------------- | ------------ | ----------------- | -------------------- | -------------- |
| home made 1   | チー、迷子になる。         | 増原光幸          | 増原光幸      | 増原光幸     | 小林明美          | チー、拾われる。     | 2008年 3月31日 |
| home made 2   | チー、拾われる。           | 増原光幸          | 増原光幸      | 増原光幸     | 小林明美          | チー、拾われる。     | 4月1日         |
| home made 3   | チー、ひどい目にあう。     | 増原光幸          | 増原光幸      | 増原光幸     | 小林明美          | チー、拾われる。     | 4月2日         |
| home made 4   | チー、忘れる。             | 増原光幸          | 増原光幸      | 増原光幸     | 小林明美          | チー、拾われる。     | 4月3日         |
| home made 5   | チー、始める。             | 小島正幸          | 小島正幸      | 川村賢一     | 小林明美          | チー、拾われる。     | 4月7日         |
| home made 6   | チー、続ける。             | 小島正幸 金春智子 | 小島正幸      | 川村賢一     | 小林明美          | チー、拾われる。     | 4月8日         |
| home made 7   | チー、がっかりする。       | 小島正幸 金春智子 | 小島正幸      | 川村賢一     | 小林明美 日向正樹 | チー、拾われる。     | 4月9日         |
| home made 8   | チー、理解する。           | 小島正幸          | 小島正幸      | 川村賢一     | 小林明美 日向正樹 | チー、拾われる。     | 4月10日        |
| home made 9   | チー、思い出す。           | 小島正幸          | 小島正幸      | のがみかずお | 高秀国男          | チー、拾われる。     | 4月14日        |
| home made 10  | チー、夢を見る。           | 小島正幸          | 小島正幸      | のがみかずお | 高秀国男          | チー、拾われる。     | 4月15日        |
| home made 11  | チー、引きとられる。       | 金春智子          | のがみかずお  | のがみかずお | 高秀国男          | チー、拾われる。     | 4月16日        |
| home made 12  | チー、決まる。             | 金春智子          | のがみかずお  | のがみかずお | 高秀国男          | チー、拾われる。     | 4月17日        |
| home made 13  | チー、興奮する。           | 金春智子 浜崎博嗣 | 浜崎博嗣      | のがみかずお | 高秀国男 小林明美 | チー、拾われる。     | 4月21日        |
| home made 14  | チー、もらう。             | 金春智子 浜崎博嗣 | 浜崎博嗣      | のがみかずお | 高秀国男 小林明美 | チー、拾われる。     | 4月22日        |
| home made 15  | チー、遊ぶ。               | 金春智子 浜崎博嗣 | 浜崎博嗣      | のがみかずお | 高秀国男          | チー、拾われる。     | 4月23日        |
| home made 16  | チー、邪魔する。           | 金春智子          | 増原光幸      | のがみかずお | 高秀国男          | チー、拾われる。     | 4月24日        |
| home made 17  | チー、逃げ出す。           | 金春智子          | 浅香守生      | 川村賢一     | 日向正樹          | チー、病院に行く。   | 4月28日        |
| home made 18  | チー、散歩する。           | 金春智子          | 浅香守生      | 川村賢一     | 日向正樹          | チー、病院に行く。   | 4月29日        |
| home made 19  | チー、探索する。           | 浅香守生          | 浅香守生      | 川村賢一     | 日向正樹          | チー、病院に行く。   | 4月30日        |
| home made 20  | チー、ひとりぼっちになる。 | 金春智子          | 浅香守生      | 川村賢一     | 日向正樹          | チー、病院に行く。   | 5月1日         |
| home made 21  | チー、病院に行く。（前編） | 金春智子          | 川村賢一      | 川村賢一     | 武内啓 日向正樹   | チー、病院に行く。   | 5月5日         |
| home made 22  | チー、病院に行く。（中編） | 金春智子          | 川村賢一      | 川村賢一     | 武内啓            | チー、病院に行く。   | 5月6日         |
| home made 23  | チー、病院に行く。（後編） | 金春智子          | 川村賢一      | 川村賢一     | 武内啓 日向正樹   | チー、病院に行く。   | 5月7日         |
| home made 24  | チー、嫌がる。             | 金春智子          | 川村賢一      | 川村賢一     | 武内啓            | チー、病院に行く。   | 5月8日         |
| home made 25  | チー、こだわる。           | 金春智子          | 有原誠治      | 有原誠治     | 小野隆哉          | チー、病院に行く。   | 5月12日        |
| home made 26  | チー、選ぶ。               | 金春智子          | 有原誠治      | 有原誠治     | 小林明美          | チー、病院に行く。   | 5月13日        |
| home made 27  | チー、誤解する。           | 金春智子          | 有原誠治      | 有原誠治     | 島袋美由紀        | チー、病院に行く。   | 5月14日        |
| home made 28  | チー、爪を切られる。       | 金春智子          | 有原誠治      | 有原誠治     | 川口幸治          | チー、病院に行く。   | 5月15日        |
| home made 29  | チー、足止めする。         | ふでやすかずゆき  | 武内啓 陳子樺 | 有原誠治     | 島袋美由紀        | チー、病院に行く。   | 5月19日        |
| home made 30  | チー、釣られる。           | ふでやすかずゆき  | 武内啓 陳子樺 | 有原誠治     | 佐藤多恵子        | チー、病院に行く。   | 5月20日        |
| home made 31  | チー、留守番する。（前編） | ふでやすかずゆき  | 武内啓 陳子樺 | 有原誠治     | 島袋美由紀        | チー、病院に行く。   | 5月21日        |
| home made 32  | チー、留守番する。（後編） | ふでやすかずゆき  | 武内啓 陳子樺 | 有原誠治     | 佐藤多恵子        | チー、病院に行く。   | 5月22日        |
| home made 33  | チー、見つける。           | ふでやすかずゆき  | 森田浩光      | 立仙裕俊     | 小山知洋          | チー、出会う。       | 5月26日        |
| home made 34  | チー、見たがる。           | ふでやすかずゆき  | 森田浩光      | 立仙裕俊     | 小山知洋          | チー、出会う。       | 5月27日        |
| home made 35  | チー、見る。               | ふでやすかずゆき  | 森田浩光      | 立仙裕俊     | 小山知洋          | チー、出会う。       | 5月28日        |
| home made 36  | チー、見つけられる。       | ふでやすかずゆき  | 森田浩光      | 立仙裕俊     | 小山知洋          | チー、出会う。       | 5月29日        |
| home made 37  | チー、感動する。           | 西川真剛          | 坂田純一      | 立仙裕俊     | 小山知洋          | チー、出会う。       | 6月2日         |
| home made 38  | チー、けんかする。         | 西川真剛          | 坂田純一      | 立仙裕俊     | 小山知洋          | チー、出会う。       | 6月3日         |
| home made 39  | チー、お風呂に入る。       | 西川真剛          | 坂田純一      | 立仙裕俊     | 小山知洋          | チー、出会う。       | 6月4日         |
| home made 40  | チー、対決する。           | 西川真剛          | 坂田純一      | 立仙裕俊     | 小山知洋          | チー、出会う。       | 6月5日         |
| home made 41  | チー、固まる。             | ふでやすかずゆき  | 浜崎博嗣      | のがみかずお | 高秀国男          | チー、出会う。       | 6月9日         |
| home made 42  | チー、出会う。             | ふでやすかずゆき  | 浜崎博嗣      | のがみかずお | 高秀国男          | チー、出会う。       | 6月10日        |
| home made 43  | チー、食べられる。         | ふでやすかずゆき  | 浜崎博嗣      | のがみかずお | 高秀国男          | チー、出会う。       | 6月11日        |
| home made 44  | チー、報告する。           | ふでやすかずゆき  | 浜崎博嗣      | のがみかずお | 高秀国男          | チー、出会う。       | 6月12日        |
| home made 45  | チー、注意を引く。         | 金春智子          | のがみかずお  | のがみかずお | 佐々木昌彦        | チー、仲間になる。   | 6月16日        |
| home made 46  | チー、関心を集める。       | 金春智子          | のがみかずお  | のがみかずお | 新岡浩美          | チー、仲間になる。   | 6月17日        |
| home made 47  | チー、くっつく。           | 金春智子          | のがみかずお  | のがみかずお | 新岡浩美          | チー、仲間になる。   | 6月18日        |
| home made 48  | チー、知らんぷりする。     | 金春智子          | のがみかずお  | のがみかずお | 新岡浩美          | チー、仲間になる。   | 6月19日        |
| home made 49  | チー、追跡する。           | ふでやすかずゆき  | 川村賢一      | 原田奈奈     | 高秀国男          | チー、仲間になる。   | 6月23日        |
| home made 50  | チー、覚える。             | ふでやすかずゆき  | 川村賢一      | 原田奈奈     | 高秀国男          | チー、仲間になる。   | 6月24日        |
| home made 51  | チー、実践する。           | ふでやすかずゆき  | 川村賢一      | 原田奈奈     | 高秀国男          | チー、仲間になる。   | 6月25日        |
| home made 52  | チー、お家に帰る。         | ふでやすかずゆき  | 川村賢一      | 原田奈奈     | 高秀国男          | チー、仲間になる。   | 6月26日        |
| home made 53  | チー、反抗する。           | 武上純希          | 笹木信作      | 有原誠治     | 島袋美由紀        | チー、仲間になる。   | 6月30日        |
| home made 54  | チー、抵抗する。           | 武上純希          | 笹木信作      | 有原誠治     | 島袋美由紀        | チー、仲間になる。   | 7月1日         |
| home made 55  | チー、いじける。           | 武上純希          | 笹木信作      | 有原誠治     | 島袋美由紀        | チー、仲間になる。   | 7月2日         |
| home made 56  | チー、仲間を見つける。     | 武上純希          | 笹木信作      | 有原誠治     | 島袋美由紀        | チー、仲間になる。   | 7月3日         |
| home made 57  | チー、ワクワクする。       | ふでやすかずゆき  | 有原誠治      | 有原誠治     | 小野隆哉          | チー、いたずらする。 | 7月7日         |
| home made 58  | チー、追い出される。       | ふでやすかずゆき  | 有原誠治      | 有原誠治     | 島袋美由紀        | チー、いたずらする。 | 7月8日         |
| home made 59  | チー、おどろく。           | ふでやすかずゆき  | 有原誠治      | 有原誠治     | 島袋美由紀        | チー、いたずらする。 | 7月9日         |
| home made 60  | チー、追いかける。         | ふでやすかずゆき  | 有原誠治      | 有原誠治     | 島袋美由紀        | チー、いたずらする。 | 7月10日        |
| home made 61  | チー、よりそう。           | 金春智子          | 森田浩光      | 原田奈奈     | 日向正樹          | チー、いたずらする。 | 7月14日        |
| home made 62  | チー、そばに居る。         | 金春智子          | 森田浩光      | 原田奈奈     | 日向正樹          | チー、いたずらする。 | 7月15日        |
| home made 63  | チー、ふりまわす。         | 金春智子          | 森田浩光      | 原田奈奈     | 日向正樹          | チー、いたずらする。 | 7月16日        |
| home made 64  | チー、困らせる。           | 金春智子          | 森田浩光      | 原田奈奈     | 日向正樹          | チー、いたずらする。 | 7月17日        |
| home made 65  | チー、ほしがる。           | 金春智子          | 森田浩光      | 立川譲       | 小林明美          | チー、いたずらする。 | 7月21日        |
| home made 66  | チー、ふてくされる。       | 金春智子          | 森田浩光      | 立川譲       | 小林明美          | チー、いたずらする。 | 7月22日        |
| home made 67  | チー、探しあてる。         | 金春智子          | 森田浩光      | 立川譲       | 小林明美          | チー、いたずらする。 | 7月23日        |
| home made 68  | チー、ふみふみする。       | 金春智子          | 森田浩光      | 立川譲       | 小林明美          | チー、いたずらする。 | 7月24日        |
| home made 69  | チー、頭をつかう。         | 西川真剛          | 立川譲        | 立川譲       | 高秀国男          | チー、たべる。       | 7月28日        |
| home made 70  | チー、味見する。           | 西川真剛          | 立川譲        | 立川譲       | 高秀国男          | チー、たべる。       | 7月29日        |
| home made 71  | チー、食べすぎる。         | 西川真剛          | 立川譲        | 立川譲       | 佐々木昌彦        | チー、たべる。       | 7月30日        |
| home made 72  | チー、囲む。               | 西川真剛          | 立川譲        | 立川譲       | 高秀国男          | チー、たべる。       | 7月31日        |
| home made 73  | チー、毛を飛ばす。         | 武上純希          | 高橋亨        | のがみかずお | 日向正樹          | チー、たべる。       | 8月4日         |
| home made 74  | チー、ブラッシングされる。 | 武上純希          | 高橋亨        | のがみかずお | 日向正樹          | チー、たべる。       | 8月5日         |
| home made 75  | チー、好きになる。         | 武上純希          | 高橋亨        | のがみかずお | 日向正樹          | チー、たべる。       | 8月6日         |
| home made 76  | チー、壊す。               | 武上純希          | 高橋亨        | のがみかずお | 日向正樹          | チー、たべる。       | 8月7日         |
| home made 77  | チー、噛み合わない。       | 金春智子          | 坂田純一      | のがみかずお | 小林明美          | チー、たべる。       | 8月11日        |
| home made 78  | チー、隠す。               | 金春智子          | 坂田純一      | のがみかずお | 小林明美          | チー、たべる。       | 8月12日        |
| home made 79  | チー、もっと隠す。         | 金春智子          | 坂田純一      | のがみかずお | 小林明美          | チー、たべる。       | 8月13日        |
| home made 80  | チー、見つかる。           | 金春智子          | 坂田純一      | のがみかずお | 小林明美          | チー、たべる。       | 8月14日        |
| home made 81  | チー、教わる。             | ふでやすかずゆき  | 川村賢一      | 川村賢一     | 佐々木昌彦        | チー、おさんぽする。 | 8月18日        |
| home made 82  | チー、失敗する。           | ふでやすかずゆき  | 川村賢一      | 川村賢一     | 高秀国男          | チー、おさんぽする。 | 8月19日        |
| home made 83  | チー、勝負する。           | ふでやすかずゆき  | 川村賢一      | 川村賢一     | 高秀国男          | チー、おさんぽする。 | 8月20日        |
| home made 84  | チー、目撃される。         | ふでやすかずゆき  | 川村賢一      | 川村賢一     | 高秀国男          | チー、おさんぽする。 | 8月21日        |
| home made 85  | チー、開ける。             | 金春智子          | 森田浩光      | 川村賢一     | 新岡浩美          | チー、おさんぽする。 | 8月25日        |
| home made 86  | チー、隠れる。             | 金春智子          | 森田浩光      | 川村賢一     | 新岡浩美          | チー、おさんぽする。 | 8月26日        |
| home made 87  | チー、もっと隠れる。       | 金春智子          | 森田浩光      | 川村賢一     | 新岡浩美          | チー、おさんぽする。 | 8月27日        |
| home made 88  | チー、仲裁する。           | 金春智子          | 森田浩光      | 川村賢一     | 新岡浩美          | チー、おさんぽする。 | 8月28日        |
| home made 89  | チー、撮られる。           | 武上純希          | 有原誠治      | 有原誠治     | 小野隆哉          | チー、おさんぽする。 | 9月1日         |
| home made 90  | チー、襲撃される。         | 武上純希          | 有原誠治      | 有原誠治     | 金田栄二          | チー、おさんぽする。 | 9月2日         |
| home made 91  | チー、気に入る。           | 武上純希          | 有原誠治      | 有原誠治     | 金田栄二          | チー、おさんぽする。 | 9月3日         |
| home made 92  | チー、意気投合する。       | 武上純希          | 有原誠治      | 有原誠治     | 金田栄二          | チー、おさんぽする。 | 9月4日         |
| home made 93  | チー、習う。               | ふでやすかずゆき  | 坂田純一      | 有原誠治     | 北崎正浩          | チー、さよならする。 | 9月8日         |
| home made 94  | チー、追いつめられる。     | ふでやすかずゆき  | 坂田純一      | 有原誠治     | 北崎正浩          | チー、さよならする。 | 9月9日         |
| home made 95  | チー、休憩する。           | ふでやすかずゆき  | 坂田純一      | 有原誠治     | 北崎正浩          | チー、さよならする。 | 9月10日        |
| home made 96  | チー、学ぶ。               | ふでやすかずゆき  | 坂田純一      | 有原誠治     | 北崎正浩          | チー、さよならする。 | 9月11日        |
| home made 97  | チー、励む。               | 金春智子          | 森田浩光      | 立川譲       | 高秀国男          | チー、さよならする。 | 9月15日        |
| home made 98  | チー、切望する。           | 金春智子          | 森田浩光      | 立川譲       | 新岡浩美          | チー、さよならする。 | 9月16日        |
| home made 99  | チー、待つ。               | 金春智子          | 森田浩光      | 立川譲       | 高秀国男          | チー、さよならする。 | 9月17日        |
| home made 100 | チー、懇願する。           | 金春智子          | 森田浩光      | 立川譲       | 佐々木昌彦        | チー、さよならする。 | 9月18日        |
| home made 101 | チー、約束する。           | 金春智子          | 増原光幸      | 増原光幸     | 小林明美          | チー、さよならする。 | 9月22日        |
| home made 102 | チー、見送る。             | 金春智子          | 増原光幸      | 増原光幸     | 新岡浩美          | チー、さよならする。 | 9月23日        |
| home made 103 | チー、泣く。               | 金春智子          | 増原光幸      | 増原光幸     | 小林明美          | チー、さよならする。 | 9月24日        |
| home made 104 | チー、発見する。           | 金春智子          | 増原光幸      | 増原光幸     | 小林明美          | チー、さよならする。 | 9月25日        |

##### 第2期
| 話数          | サブタイトル               | 脚本              | 絵コンテ         | 演出             | 作画監督            | 収録DVD              | 放送日         |
| ------------- | -------------------------- | ----------------- | ---------------- | ---------------- | ------------------- | -------------------- | -------------- |
| home made 1   | チー、求める。             | 金春智子          | 増原光幸         | 立川譲           | 小林明美            | チー、引っ越す。     | 2009年 3月30日 |
| home made 2   | チー、連れて行かれる。     | 金春智子          | 増原光幸         | 立川譲           | 小林明美            | チー、引っ越す。     | 3月31日        |
| home made 3   | チー、家出する。           | 金春智子          | 増原光幸         | 立川譲           | 小林明美            | チー、引っ越す。     | 4月1日         |
| home made 4   | チー、もう一度決まる。     | 金春智子          | 増原光幸         | 立川譲           | 新岡浩美            | チー、引っ越す。     | 4月2日         |
| home made 5   | チー、準備する。           | 武上純希          | 立川譲           | 立川譲           | 高秀国男            | チー、引っ越す。     | 4月6日         |
| home made 6   | チー、想像する。           | 武上純希          | 立川譲           | 立川譲           | 高秀国男            | チー、引っ越す。     | 4月7日         |
| home made 7   | チー、思い出される。       | 武上純希          | 立川譲           | 立川譲           | 高秀国男            | チー、引っ越す。     | 4月8日         |
| home made 8   | チー、引っ越す。           | 武上純希          | 立川譲           | 立川譲           | 高秀国男            | チー、引っ越す。     | 4月9日         |
| home made 9   | チー、嗅ぐ。               | 武上純希          | 増原光幸         | 長岡義孝         | 新岡浩美            | チー、引っ越す。     | 4月13日        |
| home made 10  | チー、開拓する。           | 武上純希          | 増原光幸         | 長岡義孝         | 新岡浩美            | チー、引っ越す。     | 4月14日        |
| home made 11  | チー、登る。               | 武上純希          | 増原光幸         | 長岡義孝         | 新岡浩美            | チー、引っ越す。     | 4月15日        |
| home made 12  | チー、悩む。               | 武上純希          | 増原光幸         | 長岡義孝         | 新岡浩美            | チー、引っ越す。     | 4月16日        |
| home made 13  | チー、発想する。           | 笹野恵            | いしづかあつこ   | 長岡義孝         | 佐々木昌彦          | チー、引っ越す。     | 4月20日        |
| home made 14  | チー、挨拶する。（前編）   | 笹野恵            | いしづかあつこ   | 長岡義孝         | 佐々木昌彦 小林明美 | チー、引っ越す。     | 4月21日        |
| home made 15  | チー、挨拶する。（後編）   | 笹野恵            | いしづかあつこ   | 長岡義孝         | 佐々木昌彦 小林明美 | チー、引っ越す。     | 4月22日        |
| home made 16  | チー、挑む。               | 笹野恵            | いしづかあつこ   | 長岡義孝         | 佐々木昌彦          | チー、引っ越す。     | 4月23日        |
| home made 17  | チー、庭に出る。           | 山田由香          | 有原誠治         | 有原誠治         | 北崎正浩            | チー、迷う。         | 4月27日        |
| home made 18  | チー、仕返しする。         | 山田由香          | 有原誠治         | 有原誠治         | 北崎正浩            | チー、迷う。         | 4月28日        |
| home made 19  | チー、迎える。             | 山田由香          | 有原誠治         | 有原誠治         | 北崎正浩            | チー、迷う。         | 4月29日        |
| home made 20  | チー、たわむれる。         | 山田由香          | 有原誠治         | 有原誠治         | 小野隆哉            | チー、迷う。         | 4月30日        |
| home made 21  | チー、外に出る。           | 中村能子          | 森田浩光         | 有原誠治         | 北崎正浩            | チー、迷う。         | 5月4日         |
| home made 22  | チー、ウキウキする。       | 中村能子          | 森田浩光         | 有原誠治         | 北崎正浩            | チー、迷う。         | 5月5日         |
| home made 23  | チー、戻る。               | 中村能子          | 森田浩光         | 有原誠治         | 北崎正浩            | チー、迷う。         | 5月6日         |
| home made 24  | チー、誘われる。           | 中村能子          | 森田浩光         | 有原誠治         | 北崎正浩            | チー、迷う。         | 5月7日         |
| home made 25  | チー、跡をつける。         | 武上純希          | 立川譲           | 立川譲           | 高秀国男            | チー、迷う。         | 5月11日        |
| home made 26  | チー、止められる。         | 武上純希          | 立川譲           | 立川譲           | 高秀国男            | チー、迷う。         | 5月12日        |
| home made 27  | チー、怒る。               | 武上純希          | 立川譲           | 立川譲           | 高秀国男            | チー、迷う。         | 5月13日        |
| home made 28  | チー、仲直りする。         | 武上純希          | 立川譲           | 立川譲           | 高秀国男            | チー、迷う。         | 5月14日        |
| home made 29  | チー、なつかれる。         | ふでやすかずゆき  | 増原光幸         | 立川譲           | 新岡浩美            | チー、仲良くなる。   | 5月18日        |
| home made 30  | チー、追われる。           | ふでやすかずゆき  | 増原光幸         | 立川譲           | 新岡浩美            | チー、仲良くなる。   | 5月19日        |
| home made 31  | チー、背負われる。         | ふでやすかずゆき  | 増原光幸         | 立川譲           | 新岡浩美            | チー、仲良くなる。   | 5月20日        |
| home made 32  | チー、走り回る。           | ふでやすかずゆき  | 増原光幸         | 立川譲           | 新岡浩美            | チー、仲良くなる。   | 5月21日        |
| home made 33  | チー、待ち続ける。         | 笹野恵            | かしやまとしゆき | かしやまとしゆき | 島崎克実            | チー、仲良くなる。   | 5月25日        |
| home made 34  | チー、真似される。         | 笹野恵            | かしやまとしゆき | かしやまとしゆき | 島崎克実            | チー、仲良くなる。   | 5月26日        |
| home made 35  | チー、通り抜ける。         | 笹野恵            | かしやまとしゆき | かしやまとしゆき | 島崎克実            | チー、仲良くなる。   | 5月27日        |
| home made 36  | チー、寝ない。             | 笹野恵            | かしやまとしゆき | かしやまとしゆき | 島崎克実            | チー、仲良くなる。   | 5月28日        |
| home made 37  | チー、見極める。           | 中村能子          | 森田浩光         | 小野田雄亮       | 志村隆之            | チー、仲良くなる。   | 6月1日         |
| home made 38  | チー、試食する。           | 中村能子          | 森田浩光         | 小野田雄亮       | 志村隆之            | チー、仲良くなる。   | 6月2日         |
| home made 39  | チー、混乱する。           | 中村能子          | 森田浩光         | 小野田雄亮       | 志村隆之            | チー、仲良くなる。   | 6月3日         |
| home made 40  | チー、お祝いする。         | 中村能子          | 森田浩光         | 小野田雄亮       | 志村隆之            | チー、仲良くなる。   | 6月4日         |
| home made 41  | チー、ぶらりとする。       | ふでやすかずゆき  | 増原光幸         | 立川譲           | 小林明美 新岡浩美   | チー、猫集会にでる。 | 6月8日         |
| home made 42  | チー、語られる。           | ふでやすかずゆき  | 増原光幸         | 立川譲           | 小林明美 新岡浩美   | チー、猫集会にでる。 | 6月9日         |
| home made 43  | チー、デビューする。       | ふでやすかずゆき  | 増原光幸         | 立川譲           | 小林明美            | チー、猫集会にでる。 | 6月10日        |
| home made 44  | チー、空を見る。           | ふでやすかずゆき  | 増原光幸         | 立川譲           | 小林明美            | チー、猫集会にでる。 | 6月11日        |
| home made 45  | チー、もてなされる。       | 山田由香          | 立川譲           | 立川譲           | 高秀国男            | チー、猫集会にでる。 | 6月15日        |
| home made 46  | チー、洗われる。           | 山田由香          | 立川譲           | 立川譲           | 高秀国男            | チー、猫集会にでる。 | 6月16日        |
| home made 47  | チー、開けられる。         | 山田由香          | 立川譲           | 立川譲           | 高秀国男            | チー、猫集会にでる。 | 6月17日        |
| home made 48  | チー、歯を磨く。           | 山田由香          | 立川譲           | 立川譲           | 高秀国男            | チー、猫集会にでる。 | 6月18日        |
| home made 49  | チー、試される。           | 武上純希          | 有原誠治         | 有原誠治         | 北崎正浩            | チー、猫集会にでる。 | 6月22日        |
| home made 50  | チー、乗る。               | 武上純希          | 有原誠治         | 有原誠治         | 北崎正浩            | チー、猫集会にでる。 | 6月23日        |
| home made 51  | チー、走る。               | 武上純希          | 有原誠治         | 有原誠治         | 北崎正浩            | チー、猫集会にでる。 | 6月24日        |
| home made 52  | チー、帰る。               | 武上純希          | 有原誠治         | 有原誠治         | 北崎正浩            | チー、猫集会にでる。 | 6月25日        |
| home made 53  | チー、転がす。             | ふでやすかずゆき  | 中村亮介         | 原田奈奈         | 佐々木昌彦          | チー、びっくりする。 | 6月29日        |
| home made 54  | チー、逃げ惑う。           | ふでやすかずゆき  | 中村亮介         | 原田奈奈         | 佐々木昌彦          | チー、びっくりする。 | 6月30日        |
| home made 55  | チー、もぐる。             | ふでやすかずゆき  | 中村亮介         | 原田奈奈         | 高秀国男            | チー、びっくりする。 | 7月1日         |
| home made 56  | チー、感心される。         | ふでやすかずゆき  | 中村亮介         | 原田奈奈         | 高秀国男            | チー、びっくりする。 | 7月2日         |
| home made 57  | チー、笹をかざる。         | 山田由香          | 森田浩光         | 有原誠治         | 北崎正浩            | チー、びっくりする。 | 7月6日         |
| home made 58  | チー、星を願う。           | 山田由香          | 森田浩光         | 有原誠治         | 北崎正浩            | チー、びっくりする。 | 7月7日         |
| home made 59  | チー、びしょびしょになる。 | 山田由香          | 森田浩光         | 有原誠治         | 北崎正浩            | チー、びっくりする。 | 7月8日         |
| home made 60  | チー、雨宿りする。         | 山田由香          | 森田浩光         | 有原誠治         | 北崎正浩            | チー、びっくりする。 | 7月9日         |
| home made 61  | チー、追う。               | 武上純希          | 鶴岡耕次郎       | 原田奈奈         | 阿部純子            | チー、びっくりする。 | 7月13日        |
| home made 62  | チー、吸われる。           | 武上純希          | 鶴岡耕次郎       | 原田奈奈         | 阿部純子            | チー、びっくりする。 | 7月14日        |
| home made 63  | チー、噛み合う。           | 武上純希          | 鶴岡耕次郎       | 原田奈奈         | 阿部純子            | チー、びっくりする。 | 7月15日        |
| home made 64  | チー、のりきる。           | 武上純希          | 鶴岡耕次郎       | 原田奈奈         | 阿部純子            | チー、びっくりする。 | 7月16日        |
| home made 65  | チー、ごちそうになる。     | 武上純希          | かしやまとしゆき | かしやまとしゆき | 島崎克実            | チー、はしゃぐ。     | 7月20日        |
| home made 66  | チー、つけられる。         | 武上純希          | かしやまとしゆき | かしやまとしゆき | 島崎克実            | チー、はしゃぐ。     | 7月21日        |
| home made 67  | チー、発見される。         | 武上純希          | かしやまとしゆき | かしやまとしゆき | 島崎克実            | チー、はしゃぐ。     | 7月22日        |
| home made 68  | チー、おりる。             | 武上純希          | かしやまとしゆき | かしやまとしゆき | 島崎克実            | チー、はしゃぐ。     | 7月23日        |
| home made 69  | チー、すくう。             | 中村能子          | 森田浩光         | 小野田雄亮       | 野崎麗子            | チー、はしゃぐ。     | 7月27日        |
| home made 70  | チー、連れられる。         | 中村能子          | 森田浩光         | 小野田雄亮       | 野崎麗子            | チー、はしゃぐ。     | 7月28日        |
| home made 71  | チー、経験する。           | 中村能子          | 森田浩光         | 小野田雄亮       | 野崎麗子            | チー、はしゃぐ。     | 7月29日        |
| home made 72  | チー、見上げる。           | 中村能子          | 森田浩光         | 小野田雄亮       | 野崎麗子            | チー、はしゃぐ。     | 7月30日        |
| home made 73  | チー、人気者になる。       | 青木弘安          | 入好さとる       | 原田奈奈         | 佐々木昌彦          | チー、はしゃぐ。     | 8月3日         |
| home made 74  | チー、飛びつく。           | 中村能子          | 入好さとる       | 原田奈奈         | 佐々木昌彦          | チー、はしゃぐ。     | 8月4日         |
| home made 75  | チー、じまんする。         | 中村能子          | 入好さとる       | 原田奈奈         | 佐々木昌彦          | チー、はしゃぐ。     | 8月5日         |
| home made 76  | チー、ころぶ。             | 中村能子          | 入好さとる       | 原田奈奈         | 佐々木昌彦          | チー、はしゃぐ。     | 8月6日         |
| home made 77  | チー、海をわたる。         | 武上純希          | 有原誠治         | 有原誠治         | 北崎正浩            | チー、北海道に行く。 | 8月10日        |
| home made 78  | チー、北海道を走る。       | 武上純希          | 有原誠治         | 有原誠治         | 北崎正浩            | チー、北海道に行く。 | 8月11日        |
| home made 79  | チー、馬に乗る。           | 武上純希          | 有原誠治         | 有原誠治         | 北崎正浩            | チー、北海道に行く。 | 8月12日        |
| home made 80  | チー、こわがらす。         | 武上純希          | 有原誠治         | 有原誠治         | 北崎正浩            | チー、北海道に行く。 | 8月13日        |
| home made 81  | チー、とり囲まれる。       | 武上純希          | 西田正義         | 有原誠治         | 北崎正浩            | チー、北海道に行く。 | 8月17日        |
| home made 82  | チー、牛にあう。           | 武上純希          | 西田正義         | 有原誠治         | 北崎正浩            | チー、北海道に行く。 | 8月18日        |
| home made 83  | チー、星を見る。           | 武上純希          | 西田正義         | 有原誠治         | 北崎正浩            | チー、北海道に行く。 | 8月19日        |
| home made 84  | チー、キタキツネにあう。   | 武上純希          | 西田正義         | 有原誠治         | 北崎正浩            | チー、北海道に行く。 | 8月20日        |
| home made 85  | チー、付き添う。           | 中村能子          | 森田浩光         | 立川譲           | 高秀国男            | チー、北海道に行く。 | 8月24日        |
| home made 86  | チー、庭で遊ぶ。           | 中村能子          | 森田浩光         | 立川譲           | 小林明美 高秀国男   | チー、北海道に行く。 | 8月25日        |
| home made 87  | チー、感謝される。         | 中村能子          | 立川譲           | 立川譲           | 小林明美            | チー、北海道に行く。 | 8月26日        |
| home made 88  | チー、いっしょに行く。     | 中村能子 金春智子 | 立川譲           | 立川譲           | 小林明美            | チー、北海道に行く。 | 8月27日        |
| home made 89  | チー、からまる。           | 山田由香          | 増井壮一         | 立川譲           | 阿部純子            | チー、おうちに帰る。 | 8月31日        |
| home made 90  | チー、話し合う。           | 山田由香          | 増井壮一         | 立川譲           | 阿部純子            | チー、おうちに帰る。 | 9月1日         |
| home made 91  | チー、演奏する。           | 山田由香          | 増井壮一         | 立川譲           | 阿部純子            | チー、おうちに帰る。 | 9月2日         |
| home made 92  | チー、種まきをする。       | 山田由香          | 増井壮一         | 立川譲           | 阿部純子            | チー、おうちに帰る。 | 9月3日         |
| home made 93  | チー、まちがう。           | 金春智子          | 森田浩光         | 原田奈奈         | 阿部純子            | チー、おうちに帰る。 | 9月7日         |
| home made 94  | チー、あせる。             | 金春智子          | 森田浩光         | 原田奈奈         | 阿部純子            | チー、おうちに帰る。 | 9月8日         |
| home made 95  | チー、囲まれる。           | 金春智子          | 森田浩光         | 原田奈奈         | 阿部純子            | チー、おうちに帰る。 | 9月9日         |
| home made 96  | チー、泊まる。             | 金春智子          | 森田浩光         | 原田奈奈         | 阿部純子            | チー、おうちに帰る。 | 9月10日        |
| home made 97  | チー、伝える。             | 金春智子          | 川村賢一         | 立川譲 青木弘安  | 高秀国男            | チー、おうちに帰る。 | 9月14日        |
| home made 98  | チー、進む。               | 金春智子          | 川村賢一         | 立川譲           | 高秀国男            | チー、おうちに帰る。 | 9月15日        |
| home made 99  | チー、倒れる。             | 金春智子          | 川村賢一         | 立川譲           | 高秀国男            | チー、おうちに帰る。 | 9月16日        |
| home made 100 | チー、再会する。           | 金春智子          | 川村賢一         | 立川譲           | 高秀国男            | チー、おうちに帰る。 | 9月17日        |
| home made 101 | チー、喜ぶ。               | 金春智子          | 立川譲           | 立川譲           | 新岡浩美            | チー、おうちに帰る。 | 9月21日        |
| home made 102 | チー、もう一度約束する。   | 金春智子          | 立川譲           | 立川譲           | 小林明美            | チー、おうちに帰る。 | 9月22日        |
| home made 103 | チー、駆ける。             | 金春智子          | 立川譲           | 立川譲           | 小林明美            | チー、おうちに帰る。 | 9月23日        |
| home made 104 | チー、結ぶ。               | 金春智子          | 増原光幸         | 立川譲           | 小林明美            | チー、おうちに帰る。 | 9月24日        |

#### 放送局
| 放送地域       | 放送局         | 放送期間                | 放送日時                | 放送系列       |
| 第1期          | 第1期          | 第1期                   | 第1期                   | 第1期          |
| -------------- | -------------- | ----------------------- | ----------------------- | -------------- |
| 関東広域圏     | テレビ東京     | 2008年3月31日 - 9月26日 | 月曜 - 金曜 6:40 - 6:45 | テレビ東京系列 |
| 北海道         | テレビ北海道   | 2008年3月31日 - 9月26日 | 月曜 - 金曜 6:40 - 6:45 | テレビ東京系列 |
| 愛知県         | テレビ愛知     | 2008年3月31日 - 9月26日 | 月曜 - 金曜 6:40 - 6:45 | テレビ東京系列 |
| 大阪府         | テレビ大阪     | 2008年3月31日 - 9月26日 | 月曜 - 金曜 6:40 - 6:45 | テレビ東京系列 |
| 岡山県・香川県 | テレビせとうち | 2008年3月31日 - 9月26日 | 月曜 - 金曜 6:40 - 6:45 | テレビ東京系列 |
| 福岡県         | TVQ九州放送    | 2008年3月31日 - 9月26日 | 月曜 - 金曜 6:40 - 6:45 | テレビ東京系列 |
| 第2期          |                |                         |                         |                |
| 関東広域圏     | テレビ東京     | 2009年3月30日 - 9月25日 | 月曜 - 金曜 6:40 - 6:45 | テレビ東京系列 |
| 北海道         | テレビ北海道   | 2009年3月30日 - 9月25日 | 月曜 - 金曜 6:40 - 6:45 | テレビ東京系列 |
| 愛知県         | テレビ愛知     | 2009年3月30日 - 9月25日 | 月曜 - 金曜 6:40 - 6:45 | テレビ東京系列 |
| 大阪府         | テレビ大阪     | 2009年3月30日 - 9月25日 | 月曜 - 金曜 6:40 - 6:45 | テレビ東京系列 |
| 岡山県・香川県 | テレビせとうち | 2009年3月30日 - 9月25日 | 月曜 - 金曜 6:40 - 6:45 | テレビ東京系列 |
| 福岡県         | TVQ九州放送    | 2009年3月30日 - 9月25日 | 月曜 - 金曜 6:40 - 6:45 | テレビ東京系列 |

### 第3期・第4期
『こねこのチー ポンポンらー大冒険』のタイトルで、テレビ東京系列で2016年10月2日より2017年9月24日まで3DCGアニメが放送された。前2期からスタッフ・キャストがほぼ一新されているが、チー役は引き続きこおろぎが起用された。時間枠は前2期の3倍である15分枠となっている。なお、本作ロゴには今期におけるフランス語の副題である「Chi,le plus mignon des chatons」の一文がオーバーラップされている。
2018年4月8日より9月30日まで第4期『こねこのチー ポンポンらー大旅行』が放送された。

#### 制作（第3期）
北本は2013年から14年の海外研修制度でヨーロッパに滞在した際、ヨーロッパ各国の担当編集者や出版関係者に話を聞く中で、彼らがこなみが大切にしてきたものを汲み取っていることに気づき、今の状態のまま終わらせるのはもったいないと感じるようになった。
北本はメインターゲットである子どもたちに新しい「チー」を贈りたいと考え、再アニメ化には最新技術の導入を考えていた。一方で、第1期・第2期がフランスでヒットしたのはアメリカ的なビジュアルやストーリー展開でないところにあると考え、最新技術を導入しつつもこれまでのファンが受け入れる方法を模索した。最終的に、本作が初めてのテレビシリーズ制作となるマーザ・アニメーションプラネットが第3期の制作に携わることとなり、監督には草野公紀が起用された。
北本は第1期・第2期の経験から、新人はこうすべきという思考ではいるのではなく、「この作品をどうしたら良いか」ということを自分なりに仮説を立ててから一緒に模索してくれるため、新人の草野を第3期の監督に起用したとCGWORLDとのインタビューの中で述べている。
草野は初めて北本と会った際、単行本8巻の帯についた「毎日が思い出」というキャッチコピーを引き合いに出し、「テレビシリーズで1年間、子どもたちの興味を引き続けなくてはいけないんだけれども、日々の淡々とした日常をチーが楽しんでいるということをアニメーションとして伝えたい」と話した。
マーザとの模索の末、チーのデザインにおいては「キャラクター」としての「チー」を優先するという方針がとられた。フランスで販売されていたフィギュアを基に、現実の猫よりも頭が大きく丸顔で下ぶくれの、暖かみのあるデザインとなった。また、草野は子猫のよたよたした動きや野生を思わせるしなやかな動き、さらには原作で描かれるコミカルな動きを意識したほか、チーらしい動きを表現するために、チーのモデルの骨格の首の部分を工夫した。
演出においては、チーの動きをメインにする方針がとられ、その一環として動かすべき背景とそうでない背景とでデフォルメをつけ、視聴者が疲れないようにする工夫が施された。

#### スタッフ
- 原作 - こなみかなた（『チーズスイートホーム』講談社「モーニング」所蔵）
- 監督 - 草野公紀
- チーフプロデューサー - 北本かおり（大冒険）
- シリーズ構成 - 千葉美鈴
- 副監督 - 沓名健一
- キャラクターデザイン - 鴻巣智、皆川恵美里
- アートディレクター - 梅田年哉
- 編集 - 伊藤潤一
- 音響監督 - 中嶋聡彦（大冒険）、たなかかずや（大旅行）
- 音響制作 - ハーフ エイチ・ピー スタジオ
- 音楽 - 近藤研二
- プロデューサー - 湯ノ口智樹、小嶋慶也→松浦希、高橋淳一郎（大冒険）、今村理人、立川真由美（大旅行）、Michele Zee、竹葉理沙→在原遥子、紅谷佳和
- アニメーションプロデューサー - 北本かおり、立川真由美（共に大冒険）→千葉隆司（大旅行）
- アニメーション制作 - マーザ・アニメーションプラネット
- 製作 - こねこのチー製作委員会

#### 主題歌（こねこのチー）
オープニングテーマ「ねぇ」（大冒険）
作詞・作曲 - 中田ヤスタカ / 歌 - Perfume
エンディングテーマ「にゃーお!」（大旅行）
作詞・作曲 - 池波晏寿 / 編曲 - 大畑拓也 / 歌 - Wi-Fi-5

#### 各話リスト

##### ポンポンらー大冒険
| 話数       | サブタイトル                     | 脚本                                | 絵コンテ                                                       | 演出                |
| ---------- | -------------------------------- | ----------------------------------- | -------------------------------------------------------------- | ------------------- |
| homemade1  | チー、帰ってくる                 | 千葉美鈴                            | 草野公紀                                                       | 草野公紀            |
| homemade2  | チー、止められる                 | 千葉美鈴                            | 今村卓也 松瀬勝                                                | 草野公紀 松瀬勝     |
| homemade3  | チー、レッスンする               | 千葉美鈴                            | 田代篤史、木下宏幸 箕輪健一郎                                  | 草野公紀 箕輪健一郎 |
| homemade4  | チー、チーズする                 | 千葉美鈴                            | アミノテツロ                                                   | 草野公紀            |
| homemade5  | チー、ハロウィンする             | 千葉美鈴                            | 道解慎太郎                                                     | 草野公紀            |
| homemade6  | チー、ブラッシングされる         | 稲本達郎                            | アミノテツロ                                                   | 草野公紀            |
| homemade7  | チー、キャンプする               | 千葉美鈴                            | 中嶌隆史、木下宏幸 田代篤史                                    | 草野公紀 松瀬勝     |
| homemade8  | チー、ぼうけんする               | 千葉美鈴                            | 中嶌隆史、木下宏幸 田代篤史                                    | 草野公紀 松瀬勝     |
| homemade9  | チー、勝負する                   | 保坂大輔                            | 丸山裕介                                                       | 草野公紀 箕輪健一郎 |
| homemade10 | チー、インコと会う               | 稲本達郎                            | 峯沢琢也                                                       | 草野公紀            |
| homemade11 | チー、出かける                   | 保坂大輔                            | 道解慎太郎 沓名健一                                            | 草野公紀            |
| homemade12 | チー、”いーとこ”に行く           | 稲本達郎                            | 細田直人                                                       | 草野公紀            |
| homemade13 | チー、もどる                     | 保坂大輔                            | アミノテツロ 山下清悟（ビデオコンテ）                          | 草野公紀            |
| homemade14 | チー、あったまる                 | 稲本達郎                            | アミノテツロ                                                   | 草野公紀            |
| homemade15 | チー、またレッスンする           | 千葉美鈴                            | 峯沢琢也                                                       | 草野公紀 松瀬勝     |
| homemade16 | チー、お仕事する                 | 稲本達郎                            | アミノテツロ                                                   | 草野公紀 松瀬勝     |
| homemade17 | チー、またまたレッスンする       | 千葉美鈴                            | 峯沢琢也 沓名健一                                              | 草野公紀 箕輪健一郎 |
| homemade18 | チー、コーチする                 | 千葉美鈴                            | 木下宏幸 田代篤史                                              | 草野公紀 箕輪健一郎 |
| homemade19 | クロいの、パトロールする         | 保坂大輔                            | 斎藤久、沓名健一 山下清悟（ビデオコンテ）                      | 草野公紀            |
| homemade20 | チー、集会する                   | 稲本達郎                            | 丸山裕介 沓名健一                                              | 草野公紀 松瀬勝     |
| homemade21 | チー、雨宿りする                 | 保坂大輔                            | アミノテツロ 山下清悟（ビデオコンテ）                          | 草野公紀 松瀬勝     |
| homemade22 | チー、心配される                 | 千葉美鈴                            | アミノテツロ 山下清悟（ビデオコンテ）                          | 草野公紀 松瀬勝     |
| homemade23 | チー、ヨウヘイと遊ぶ             | 稲本達郎                            | 峯沢琢也、沓名健一 山下清悟（ビデオコンテ）                    | 草野公紀            |
| homemade24 | チー、たんていする               | 保坂大輔                            | 木下宏幸 山下清悟（ビデオコンテ）                              | 草野公紀            |
| homemade25 | チー、知り合う                   | 千葉美鈴                            | アミノテツロ 山下清悟（ビデオコンテ）                          | 草野公紀 箕輪健一郎 |
| homemade26 | チー、ともだちになる             | 保坂大輔                            | 木村泰大、沓名健一 山下清悟（ビデオコンテ）                    | 草野公紀            |
| homemade27 | チー、ジャンプする               | 稲本達郎                            | 斎藤久、中川雄介 藤井俊介 山下清悟（ビデオコンテ）             | 草野公紀 箕輪健一郎 |
| homemade28 | チー、オーディションを受ける     | 千葉美鈴                            | 峯沢琢也、沓名健一 山下清悟（ビデオコンテ）                    | 草野公紀 箕輪健一郎 |
| homemade29 | コッチ、わらう                   | 稲本達郎                            | 丸山裕介、沓名健一 中川雄介 山下清悟（ビデオコンテ）           | 草野公紀            |
| homemade30 | チーの思い出                     | 草野公紀 千葉美鈴 稲本達郎 保坂大輔 | 草野公紀 沓名健一                                              | 草野公紀            |
| homemade31 | ヨウヘイ、家出する               | 保坂大輔                            | 松瀬勝                                                         | 草野公紀 松瀬勝     |
| homemade32 | チーとふしぎな羽                 | 稲本達郎                            | アミノテツロ 山下清悟（ビデオコンテ）                          | 草野公紀 松瀬勝     |
| homemade33 | チー、かくれる                   | 宍戸義孝                            | アミノテツロ 山下清悟（ビデオコンテ）                          | 草野公紀            |
| homemade34 | チー、またまたまたレッスンする   | 千葉美鈴                            | 峯沢琢也、沓名健一 山下清悟（ビデオコンテ）                    | 草野公紀 箕輪健一郎 |
| homemade35 | チー、しのびこむ                 | 宍戸義孝                            | 中川雄介、沓名健一 山下清悟（ビデオコンテ）                    | 草野公紀 箕輪健一郎 |
| homemade36 | チー、調査する                   | 保坂大輔                            | 木下宏幸 山下清悟（ビデオコンテ）                              | 草野公紀            |
| homemade37 | チー、みんなとぼうけんする・前編 | 稲本達郎                            | アミノテツロ、中川雄介 福井俊介 山下清悟（ビデオコンテ）       | 草野公紀 松瀬勝     |
| homemade38 | チー、みんなとぼうけんする・後編 | 稲本達郎                            | アミノテツロ、中川雄介 沓名健一 山下清悟（ビデオコンテ）       | 草野公紀 松瀬勝     |
| homemade39 | チー、よろこぶ                   | 千葉美鈴                            | 沓名健一 山下清悟（ビデオコンテ）                              | 草野公紀            |
| homemade40 | チー、逃げる                     | 保坂大輔                            | 梅本唯、福井俊介 山下清悟（ビデオコンテ）                      | 草野公紀 松瀬勝     |
| homemade41 | チー、虫取りする                 | 宍戸義孝                            | 草野公紀、中川雄介 山下清悟（ビデオコンテ）                    | 草野公紀 松瀬勝     |
| homemade42 | チー、おもちゃする               | 稲本達郎                            | 森田宏幸 山下清悟（ビデオコンテ）                              | 沓名健一            |
| homemade43 | チー、シャーする                 | 千葉美鈴                            | 峯沢琢也、沓名健一 福井俊介、中川雄介 山下清悟（ビデオコンテ） | 草野公紀 箕輪健一郎 |
| homemade44 | レッスンの思い出・前編           | 草野公紀 千葉美鈴 稲本達郎          | 草野公紀                                                       | 草野公紀            |
| homemade45 | レッスンの思い出・後編           | 草野公紀 千葉美鈴                   | 中川雄介                                                       | 草野公紀            |
| homemade46 | チー、すずむ                     | 保坂大輔                            | アミノテツロ 山下清悟（ビデオコンテ）                          | 草野公紀 松瀬勝     |
| homemade47 | ヨウヘイの絵日記                 | 稲本達郎                            | 森田宏幸、沓名健一 山下清悟（ビデオコンテ）                    | 草野公紀 松瀬勝     |
| homemade48 | チーとヒミツの場所               | 宍戸義孝                            | 沓名健一、福井俊介 中川雄介 山下清悟（ビデオコンテ）           | 沓名健一            |
| homemade49 | チー、クロいのを追う             | 保坂大輔                            | 木村隆一、沓名健一 山下清悟（ビデオコンテ）                    | 草野公紀            |
| homemade50 | チー、スースーになる             | 千葉美鈴                            | アミノテツロ 山下清悟（ビデオコンテ）                          | 草野公紀 箕輪健一郎 |
| homemade51 | チー、お家を想う                 | 千葉美鈴                            | 森田宏幸、沓名健一 山下清悟（ビデオコンテ）                    | 草野公紀 箕輪健一郎 |

##### ポンポンらー大旅行
| 話数       | サブタイトル                | 脚本       | 絵コンテ | 演出     | 放送日        |
| ---------- | --------------------------- | ---------- | --- | -------- | ------------- |
| homemade1  | チー、キンギョと会う        | 千葉美鈴   | 草野公紀、沓名健一 福井俊介                                                                                      | 草野公紀 | 2018年 4月8日 |
| homemade2  | チー、ハトと会う            | 保坂大輔   | 沓名健一 山下清悟（ビデオコンテSV） 松本優希（ビデオコンテ） 福本達也（ビデオコンテ） 阿久津徹也（ビデオコンテ） | 草野公紀 | 4月15日       |
| homemade3  | チー、いたずらする          | 千葉美鈴   | 草野公紀、沓名健一 福井俊介                                                                                      | 草野公紀 | 4月22日       |
| homemade4  | チー、ねらう                | 宍戸義孝   | 草野公紀 | 草野公紀 | 4月29日       |
| homemade5  | チー、ジュリと会う          | 森山あけみ | アミノテツロ | 草野公紀 | 5月6日        |
| homemade6  | チー、ジュリと遊ぶ          |            | |          | 5月13日       |
| homemade7  | チー、じゃまする            |            | |          | 5月20日       |
| homemade8  | チーと草むらのひみつ        |            | |          | 5月27日       |
| homemade9  | フワッフィーランドの旅Lv1   |            | |          | 6月10日       |
| homemade10 | フワッフィーランドの旅Lv2   |            | |          | 6月17日       |
| homemade11 | チー、おそうじする          |            | |          | 6月24日       |
| homemade12 | チー、すれちがう            |            | |          | 7月1日        |
| homemade13 | コッチ、決意する            |            | |          | 7月8日        |
| homemade14 | コッチ、再会する            |            | |          | 7月15日       |
| homemade15 | コッチ、旅立つ              |            | |          | 7月22日       |
| homemade16 | コッチ、山を登る            |            | |          | 7月29日       |
| homemade17 | チーとてい電の夜            |            | |          | 8月5日        |
| homemade18 | フワッフィーランドの旅 LV3  |            | |          | 8月12日       |
| homemade19 | コッチ、おちる              |            | |          | 8月19日       |
| homemade20 | チーとヒララとどろぼうねこ  |            | |          | 8月26日       |
| homemade21 | チー、またハトをねらう      |            | |          | 9月2日        |
| homemade22 | コッチ、マミと会う          |            | |          | 9月9日        |
| homemade23 | コッチ、たどりつく          |            | |          | 9月16日       |
| homemade24 | フワッフィーランドの旅LvMAX |            | |          | 9月30日       |
| homemade25 | チー、たのしむ [終]         |            | |          | 9月30日       |

#### 放送局

##### ポンポンらー大冒険
| 放送期間                      | 放送時間                     | 放送局         | 対象地域       | 備考         |
| ----------------------------- | ---------------------------- | -------------- | -------------- | ------------ |
| 2016年10月2日 - 2017年9月24日 | 日曜 7:00 - 7:14             | テレビ東京     | 関東広域圏     |              |
|                               |                              | テレビ北海道   | 北海道         |              |
|                               |                              | テレビ愛知     | 愛知県         |              |
|                               | 日曜 7:00 - 7:15             | テレビ大阪     | 大阪府         |              |
|                               | 日曜 7:00 - 7:14             | テレビせとうち | 岡山県・香川県 |              |
|                               |                              | TVQ九州放送    | 福岡県         |              |
| 2016年10月6日 - 2017年9月28日 | 木曜 1:59 - 2:13（水曜深夜） | テレビ信州     | 長野県         | 作者の出身地 |

##### ポンポンらー大旅行
| 放送期間                 | 放送時間                     | 放送局         | 対象地域       | 備考         |
| ------------------------ | ---------------------------- | -------------- | -------------- | ------------ |
| 2018年4月8日 - 9月30日   | 日曜 7:00 - 7:14             | テレビ東京     | 関東広域圏     |              |
|                          |                              | テレビ北海道   | 北海道         |              |
|                          |                              | テレビ愛知     | 愛知県         |              |
|                          |                              | テレビ大阪     | 大阪府         |              |
|                          |                              | テレビせとうち | 岡山県・香川県 |              |
|                          |                              | TVQ九州放送    | 福岡県         |              |
| 2018年4月12日 - 10月11日 | 木曜 1:59 - 2:13（水曜深夜） | テレビ信州     | 長野県         | 作者の出身地 |

## 反響
本作はフランスにおいて大ヒットし、優しい絵本のような色合いやデザイン、ストーリー展開が現地の子どもたちに受け入れられた。
また、本作のヒットにより、フランスでは猫を主人公にした漫画が出てくるようになった。
本作のフランス語版を出版するグレナの漫画部編集長ブノア・ユオは朝日新聞の取材に対し、「作品で描かれた家庭の姿が、自国のことのように違和感なく受け入れられ共感を集めている」と話している。